# خالد حمید
خالد حمید (انگلیسی: Khalid Hamid؛ زادهٔ ۱ ژانویهٔ ۱۹۶۲) بازیکن هاکی روی چمن اهل پاکستان است.